# Идол (РТВ БК)
Идол је био српско ријалити такмичење приказивано од 2003. до 2005. године на телевизији БК. Током тог времена емитоване су две сезоне, али је телевизија одлучила да не купи дозволу за трећу због финансијских проблема. Водитељ такмичења био је Дејан Пантелић.
Заснован на популарном британском шоуу Поп идол, представља локалну верзију за младе певаче у тада још постојећој државној заједници Србији и Црној Гори. Током друге сезоне, Бивша Југословенска Република Македонија се такође прикључила такмичењу.
Неслужбено се спомиње као Српски идол или Идол СЦГ током прве сезоне, као и Балкански идол током друге сезоне због додавања Скопља као дестинације за аудиције, што је резултирало бројним македонским кандидатима који су се сврстали у првих 12, али је током читавог трајања серије њен званични назив остао само Идол.

## Аудиције
Током прве сезоне Идола четири аудиције су се одржале у следећим градовима Србије и Црне Горе:
- Београд
- Подгорица
- Нови Сад
- Ниш

Током друге сезоне Скопље је додато местима аудиција.